# 六国史
六国史（りっこくし、旧字体：六國史）とは、古代日本の律令国家が編纂した6つの一連の正史のことである。一部に紀伝体的要素をとりいれつつも（薨卒伝）、概ね編年体で記されている。

## 概要
日本における国家事業としての史書の編纂は飛鳥時代から平安時代前期にかけて行われ、6つの史書が残されたため、これを六国史と呼んでいる。そのため、日本において単に国史と言えば、六国史のことを指す場合がある。
日本書紀以前にも『天皇記』、『国記』などの編纂が行われた記録があるが、これらは現存していない。また六国史の後も「新国史」と称される国史編纂計画は存在したが完成には至らなかったと言われている。また明治維新後にも六国史以降を対象として、史書編纂は計画されたがさまざまな事情により実現せず、代わりに『大日本史料』が編纂されることとなった。
中国の正史の形式である紀伝体の各種項目から、本紀のみを独立させた形式だが、最初に作られた『日本書紀』に列伝がないことが問題視され、『続日本紀』以降からは薨卒伝と呼ばれる個人伝記が掲載されるようになった。しかし原則として、五位以上の貴族しか死亡記事が執筆されず、殆どは故人の簡略された来歴のみの場合が多い。

## 六国史一覧
| 名称             | 時代                      | 年代          | 巻数 | 完成年          | 撰者                            | 備考                                        |
| ---------------- | ------------------------- | ------------- | ---- | --------------- | ------------------------------- | ------------------------------------------- |
| 日本書紀         | 神代から 持統天皇まで     | - 697年       | 30巻 | 720年（養老4）  | 舎人親王                        | 30巻の他に系図1巻があったとされるが失われた |
| 続日本紀         | 文武天皇から 桓武天皇まで | 697年 - 791年 | 40巻 | 797年（延暦16） | 菅野真道・藤原継縄等            |                                             |
| 日本後紀         | 桓武天皇から 淳和天皇まで | 792年 - 833年 | 40巻 | 840年（承和7）  | 藤原冬嗣・藤原緒嗣等            | 10巻分のみ現存                              |
| 続日本後紀       | 仁明天皇の代              | 833年 - 850年 | 20巻 | 869年（貞観11） | 藤原良房・春澄善縄等            |                                             |
| 日本文徳天皇実録 | 文徳天皇の代              | 850年 - 858年 | 10巻 | 879年（元慶3）  | 藤原基経・菅原是善・ 島田良臣等 |                                             |
| 日本三代実録     | 清和天皇から 光孝天皇まで | 858年 - 887年 | 50巻 | 901年（延喜元） | 藤原時平・大蔵善行・ 菅原道真等 |                                             |